# AY-3-8500
L'AY-3-8500 fu il primo di una serie di circuiti integrati che permettevano di giocare a diverse varianti di Pong su un normale televisore. Questi chip furono prodotti da General Instrument a partire dal 1976 e resi disponibili a molti produttori di console di prima generazione. I circuiti erano stati progettati per essere alimentati da una batteria, e per completare il sistema erano necessari un numero esiguo di componenti esterni.

## AY-3-8500

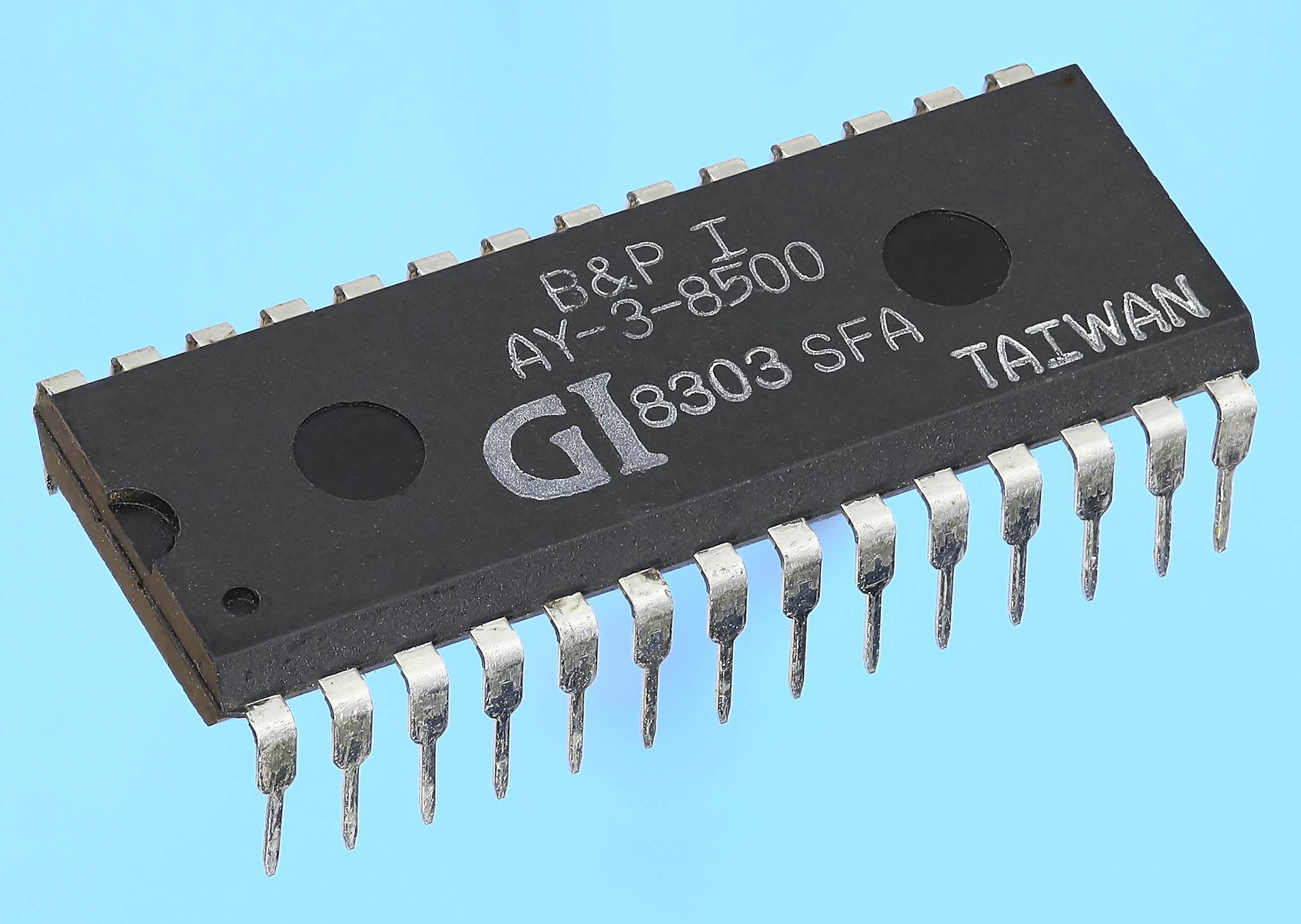
AY-3-8500 chip

L'AY-3-8500 era il primo chip della serie ed anche il più conosciuto. Permetteva di giocare a sette varianti di Pong. I giochi erano in bianco e nero, anche se era possibile ottenere i colori usando un chip addizionale: l'AY-3-8515.

### Giochi
Erano selezionabili sei giochi per uno o due giocatori:
| Gioco              | Numero di giocatori |
| ------------------ | ------------------- |
| tennis             | 2                   |
| calcio             | 2                   |
| squash             | 2                   |
| pratica            | 1                   |
| gioco con fucile 1 | 1                   |
| gioco con fucile 2 | 2                   |

In aggiunta c'era un settimo gioco non documentato, che poteva essere giocato quando nessuno dei precedenti sei giochi veniva selezionato: Handicap, una variante del calcio in cui il giocatore sul lato destro aveva un terzo paddle. Questo gioco fu implementato su un numero di sistemi molto limitato.

### Uso
L'AY-3-8500 veniva accomodato in un dual in-line package di 28 pin con la seguente piedinatura. Forniva un output video indipendente per il giocatore di destra, il giocatore di sinistra, la palla e lo sfondo inclusi i punteggi; questi erano miscelati usando resistenze permettendo una diversa intensità luminosa per ognuno di essi.
| Nr. | Nome | Scopo                                                          |
| --- | ---- | -------------------------------------------------------------- |
| 1   | NC   | Non connesso                                                   |
| 2   | Vss  | Terra/massa                                                    |
| 3   |      | Uscita del sonoro                                              |
| 4   | Vcc  | Alimentazione, la tensione deve essere compresa tra 6 e 7 Volt |
| 5   |      | Angolo della traiettoria della palla                           |
| 6   |      | Uscita della palla                                             |
| 7   |      | Velocità della palla                                           |
| 8   |      | Servizio manuale                                               |
| 9   |      | Uscita del giocatore di destra                                 |
| 10  |      | Uscita del giocatore di sinistra                               |
| 11  |      | Ingresso della mazza di destra                                 |
| 12  |      | Ingresso della mazza di sinistra                               |
| 13  |      | Dimensione della mazza                                         |
| 14  | NC   | Non connesso                                                   |
| 15  | NC   | Non connesso                                                   |
| 16  |      | Uscita di Sync                                                 |
| 17  |      | Ingresso del clock di 2 MHz                                    |
| 18  |      | Gioco 1: Gioco con fucile 1                                    |
| 19  |      | Gioco 2: Gioco con fucile 2                                    |
| 20  |      | Gioco 3: Tennis                                                |
| 21  |      | Gioco 4: Calcio                                                |
| 22  |      | Gioco 5: Squash                                                |
| 23  |      | Gioco 6: Pratica                                               |
| 24  |      | Uscita del punteggio e del campo                               |
| 25  |      | Ingresso del reset                                             |
| 26  |      | Ingresso di shot                                               |
| 27  |      | Ingresso di Hit                                                |
| 28  | NC   | Non connesso                                                   |

### Impieghi
Di seguito alcune delle console dedicate che utilizzavano l'AY-3-8500 (almeno duecento differenti console utilizzavano questo chip):
- Sears Hockey Pong
- Coleco Telstar (Telstar, Classic, Deluxe, Ranger, Alpha, Colormatic, Regent, Sportsman)
- Magnavox Odyssey (300, 2000 e 3000)
- Radio Shack TV ScoreBoard
- Unisonic Sportsman/Tournament
- Philips Tele-Spiel ES2203 e ES2204
- Zanussi/Seleco Play-O-Tronic
- Videomaster (Strika, Strika 2,ColourScore 2, SuperScore)
- APF TV Fun (Model 401)
- Sportron

Furono costruiti da altri marchi chip equivalenti all'AY-3-8500 (compatibili a livello di piedinatura) come il TMS-1955(4 giochi) ed il TMS-1965(4 giochi pong più 2 di mira) da parte di Texas Instruments Incorporated nel 1976. Il TMS-1965 è stato per esempio usato nella console Otron Gamatic 7706.

## AY-3-8550

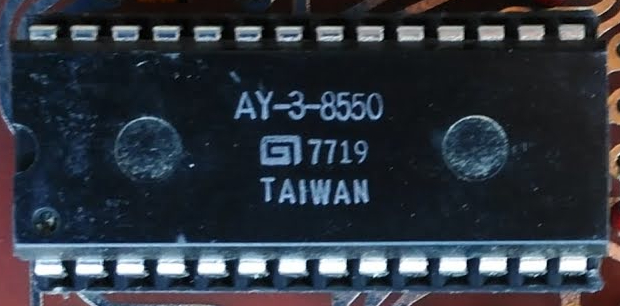
AY-3-8550 di un Ideal-Computer Tele-Match Cassette 1

L'AY-3-8550 è il successivo chip messo in commercio da General Instruments. Permetteva il movimento orizzontale del giocatore ed un'uscita video composita. È compatibile a livello di pin con l'AY-3-8500. Anche questo chip ha bisogno dell'AY-3-8515 per ottenere i colori.

### Giochi
Erano selezionabili sei giochi per uno o due giocatori:
| Gioco              | Numero di giocatori |
| ------------------ | ------------------- |
| Tennis             | 2                   |
| Calcio             | 2                   |
| Squash             | 2                   |
| Practica           | 1                   |
| Gioco con fucile 1 | 1                   |
| Gioco con fucile 2 | 2                   |

### Uso
L'AY-3-8550 utilizzava i pin non connessi (NC) dell'AY-3-8500 per ottenere le funzionalità aggiuntive (video composito e movimenti orizzontali); per questo motivo era possibile mettere un AY-3-8550 al posto dell'AY-3-8500 (senza movimenti orizzontali), e viceversa.

### Impieghi
Elenco delle console conosciute che utilizzavano il chip:
- Tele-Spiel ES 2208 Las Vegas
- Ideal-Computer Tele-Match Cassette 1 (versione con Joystick)
- Alfa Electronics Videotronic II Color (model 8550C)[2]

## AY-3-8610

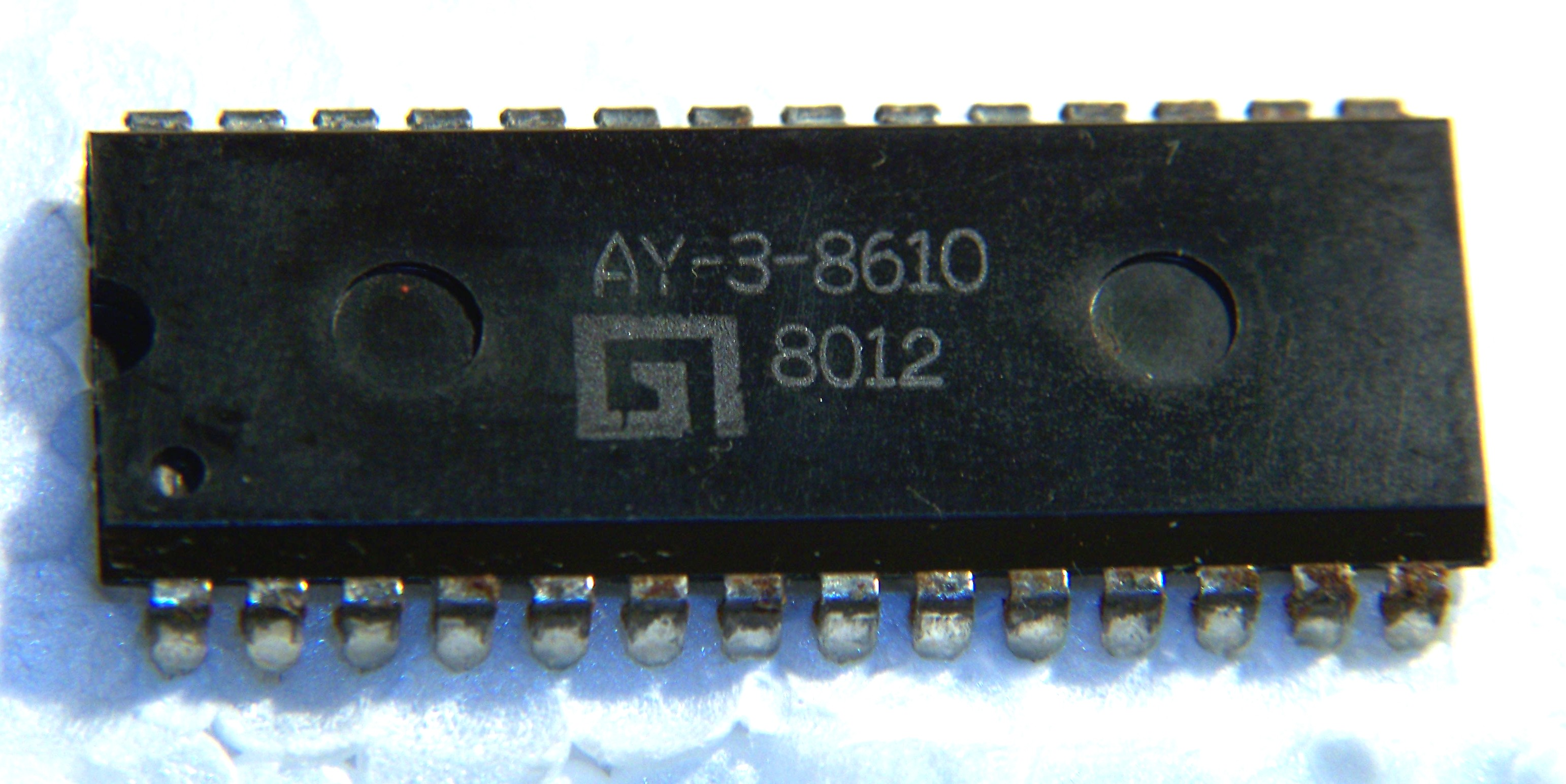
Il chip AY-3-8610 del 1978

L'AY-3-8610 è stato un upgrade significativo da parte di General Instruments. Permetteva di giocare a dieci giochi, come il basket o l'hockey, con una miglior qualità grafica. Era stato soprannominato "Superstar" da parte di GI.
Prima di produrre l'8610, era stato prodotto l'AY-3-8600 che era identico per piedinatura all'8610 ma aveva solo otto giochi; non disponeva dei due giochi di mira con pistola ottica.
Le videate dei giochi per entrambi i chip erano in bianco e nero, anche se era possibile aggiungere la modalità a colori usando il chip addizionale AY-3-8615.

### Giochi
| Gioco                         | Numero di giocatori |                                |
| ----------------------------- | ------------------- | ------------------------------ |
| Tennis                        | 2                   |                                |
| Hockey                        | 2                   |                                |
| Calcio                        | 2                   |                                |
| Squash                        | 2                   |                                |
| Practica                      | 1                   |                                |
| Gridball                      | 1                   |                                |
| Basket                        | 2                   |                                |
| Esercitazione di Basket       | 1                   |                                |
| Gioco di mira a due giocatori | 2                   | Non disponibile sull'AY-3-8600 |
| Gioco di mira ad un giocatore | 1                   | Non disponibile sull'AY-3-8600 |

### Uso
L'AY-3-8610 era caratterizzato da una piedinatura completamente differente rispetto agli 85xx. Richiedeva anche un cristallo per clock esterno di 3,58 MHz. I pin di uscita video erano ancora separati, mentre l'uscita video composita è stata rimossa.

### Impieghi
Di seguito alcune delle console dedicate che utilizzavano l'AY-3-8610:
- Binatone TV-Master MK 8 e 10
- Grandstand Sports Centre 6000
- Match Color
- Philco/Ford Telejogo#Telejogo II
- Universum Color Multi-Spiel 4010 e 4014

- Videomaster Sportsworld
- Hanimex TVG-8610
- Interstate 1110
- ITT/Ideal Tele-Match Cassette 2
- Polycon C 4016

- Serie PC-50x
- Radofin Colour TV Game
- Saft-Leclanché TV 8 Sports
- TV 18 - 18 Spannende Videospiele C-4016
- TV 2018 Color - 18 Spannende Videospiele 441/2

Alcune console che usavano l'AY-3-8600:
- Coleco Telstar Galaxy
- Creatronic Bi.Bip 8
- Enterprex Color Home Video Game Apollo 2004

- Magnavox Odyssey 4000
- Philips Tele-Spiel Las Vegas ES2218
- Ricochet Electronic Ricochet 8

- Roberts Sportrama 8
- Unisonic Olympian 2600

## Integrati successivi

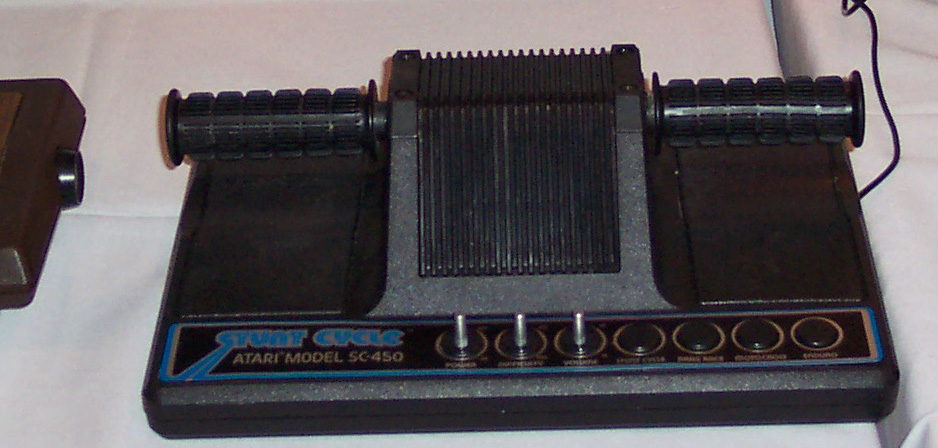
La console Atari Stunt Cycle basata sull'AY-3-8760

| chip                 | Anno | Derivato da | DIP    | Console                                           | Note |
| -------------------- | ---- | ----------- | ------ | ------------------------------------------------- | --- |
| AY-3-8510            | 1978 | AY-3-8500   | 16 pin | Coleco Telstar Colortron                          | Quattro dei sei giochi dell'8500 (mancavano i due giochi con pistola ottica), ma erano a colori                                                                 |
| AY-3-8512            | 197? | AY-3-8500   | 16 pin | Coleco Telstar Marksman Poppy 9017 Colour TV Game | Uguale all'8500 con in più le schermate a colori |
| AY-3-8700 AY-3-8710  | 1978 |             | 28 pin | Coleco Telstar Combat! PC-50x                     | Quattro giochi di combattimento con carroarmati per due giocatori. l'8710 è una versione successiva in cui il carroarmato non può salire su ostacoli e barriere |
| AY-3-8603            | 1978 |             |        | PC-50x                                            | Corsa di macchine in verticale. La macchina accelera e bisogna evitare gli avversari. Per 1 o 2 giocatori                                                       |
| AY-3-8605            | 1978 |             |        | PC-50x                                            | Tre varianti di gioco in cui una nave deve lanciare siluri per colpire i sottostanti sottomarini                                                                |
| AY-3-8606            | 1978 |             |        | PC-50x                                            | 10 varianti di breakout per uno o due giocatori |
| AY-3-8760 (8765 PAL) | 1978 |             |        | Atari Stunt Cycle Sears Motocross PC-50x          | Motor-Cycle. Quattro giochi con due livelli di diffioltà di gioco in cui una moto deve saltare ostacoli, bus, ecc.                                              |
| AY-3-8607            | 1978 |             |        | PC-50x                                            | Rifle. 4 giochi di mira con il fucile. Diversi livelli di difficoltà                                                                                            |
| AY-3-8750            | 1978 |             |        |                                                   | Superspace. Battaglia spaziale per due giocatori |